# 백성진
백성진(白城眞, 1968년 4월 9일 ~ )은 전 KBO 리그 야구 선수의 내야수이자, 현재 KBO 리그 LG 트윈스의 스카우터 팀장이다.

## 출신학교
- 충암고등학교
- 동국대학교 (1987학번)